# Juan Goldstraj
Juan Goldstraj (* 28. Dezember 1899 in Odessa; † 2. November 1968 in Buenos Aires) war ein argentinischer Mediziner, Chirurg, Schriftsteller und Übersetzer. Er schloss sich 1937 dem Kampf um die Spanische Republik in den Internationalen Brigaden an.

## Leben und Schaffen

### Vorbemerkung
Das Material für den Artikel stammt von Alfred Hübners persönlicher Sammlung zu Juan Goldstraj.

### Biografie
Juan Goldstraj war der Sohn von Abraham Goldstraj und Sara Ghilman. Die jüdische Familie emigrierte Anfang des 20. Jahrhunderts aus Odessa nach Buenos Aires.
Über Juan Goldstrajs Tätigkeiten vor seinem Einsatz im Spanischen Bürgerkrieg ist leider nichts bekannt, außer dass er bis Mitte der 30er Jahre der Arzt des nach Buenos Aires ausgewanderten deutschen Schriftstellers Paul Zech war. Er sprach Spanisch, Französisch, Deutsch, etwas Englisch und Russisch.
Im Jahr 1935 trat er der Kommunistischen Partei in Argentinien bei und schloss sich am 20. März 1937 als Interbrigadist dem Kampf im Spanischen Bürgerkrieg auf Seiten der Republikaner gegen die Faschisten an. Er war Chirurg im Krankenhauses Nr. 1 in Albacete, Chefmediziner im Casa Roja in Murcia (16. April bis 22. September 1937), Chef des chirurgischen Teams der 45. Division (bis 8. November 1937), Gruppenleiter und Direktor des Krankenhauses der 86. Brigade (bis 1. Dezember 1973), Direktor des Krankenhauses der 63. Division (bis 22. Januar 1938), Gruppenleiter und beratender Chirurg des VIII Armeekorps (bis 12. Oktober 1938). Im Dezember 1937 wurde er zum mayor médico erhoben.
Im Juni 1938 bat er die Kommunistische Partei Spaniens, seinen Einsatz als Chirurg im Krieg unterbrechen zu können. Er gab an sehr erschöpft zu sein und unter diesen Umständen keine verletzten Genossen mehr behandeln zu können. Er äußerte den Wunsch nach Mexiko zu gehen, um dort aktiv zu werden und die sozialpolitischen Bedingungen kennenzulernen. Jedoch wurde seine Bitte mit der Begründung abgelehnt, dass zum damaligen Zeitpunkt die Erteilung von Reiseerlaubnissen komplett eingestellt sei und eine legale bzw. offizielle Bewilligung der Regierung nötig gewesen wäre.
Nach dem Sieg der Faschisten entkam er mit den letzten Freiheitskämpfern an der Seite von Antonio Machado im Januar 1939 über die Pyrenäen nach Frankreich. Aus politischen und sozialen Gründen wollte Juan Goldstraj nicht nach Argentinien zurückkehren. Er ging ins Exil nach Mexiko und schrieb dort das Buch sangre en las estrellas. Erst 1946 kehrt er nach Argentinien zurück und war als Chefchirurg im kommunalen Krankenhaus Ramos Mejia tätig.
Er war freundschaftlich eng verbunden mit seinem Vetter zweiten Grades, dem argentinischen Dramatiker Osvaldo Dragún. In dem Theaterstück „Arriba Corazon“ von 1987, einer Art Familien-Biographie, wird die Figur des Onkels Juan sehr wohlwollend gezeichnet.
Juan Goldstraj starb an einer Hirnthrombose in Buenos Aires.

## Familie
Am 16. Juni 1923 heiratete Juan Goldstraj in Buenos Aires Esther (Estela) Schargrodsky. Aus dieser Ehe ging die Tochter Eva Goldstraj de Pogostkin hervor. Eine zweite Ehe ging er während seiner Zeit in Mexiko mit der aus Polen stammenden Dichterin Malkah Rabell ein, deren Schwester Fanny Rabel als Künstlerin ihm Kontakte zu Frieda Kahlo, Diego Rivera u. a. vermittelte.

## Argentinische Juden und Jüdinnen im Spanischen Bürgerkrieg
Die Historiografie über die Teilnahme argentinisch-jüdischer Freiwilliger in der Internationalen Brigade im Spanischen Bürgerkrieg wies lange Leerstellen auf. Die meisten Studien über die jüdische Teilnahme am Krieg konzentrieren sich auf jüdisch-europäische oder jüdisch-nordamerikanische Freiwillige. Einige Studien haben die Zahl der argentinischen Freiwilligen auf 500 bis 600 geschätzt. Wie viele von ihnen jüdischer Herkunft waren, ist noch nicht klar. Die vollständigste Liste der Freiwilligen wurde von Lucas González, Jerónimo Boragina, Gustavo Dorado und Ernesto Sommaro veröffentlicht und enthält 540 Namen von Personen, die in der Republikanischen Armee, der Internationalen Brigade und den Milizen gekämpft haben.

## Schriften und Übersetzungen
- Sangre en las estrellas. Poemas y canciones. M. Gleizer Editor, Buenos Aires, 1958 (Gedichtsammlung) (Klappentext und Buchcover, abgerufen: 23. Januar 2019)
- Hacia Intensas Luchas en el Campo Argentino. In: Actualidad, IV. Jg. Nr. 7, Nov. 1935, S. 11–12
- Obras de Shólem Aleijem. Tomo III. Buenos Aires 1960. En la Tempestad. (In Shturem). Übersetzung ins Spanische: Juan Goldstraj
- Veröffentlichte einige Schriften in El Colono Cooperador, eine seit 1917 monatlich erscheinenden Zeitung der Fraternidad Agraria (Dachorganisation jüdischer Landwirtschafts-Kooperativen in Argentinien)
- Übersetzung aus dem Spanischen ins Deutsche des Romans Huasi Pungo – Ruf der Indios von Jorge Icaza, Greifenverlag zu Rudolstadt 1952.
- Übersetzung aus dem Jiddischen ins Spanische des Romans El Romance de un Ladrón de Caballos von José Opatoshu, Editorial SEM, Cuadernos de Valores Judios, Buenos Aires 1933.